# Stadio Ciro Vigorito
Het Stadio Ciro Vigorito is een multifunctioneel stadion in de Italiaanse stad Benevento. Het is de thuishaven van Benevento Calcio. Het stadion biedt plaats aan 16.867 toeschouwers. Het stadion is sinds 2 november 2010 vernoemd naar Ciro Vigorito, een oud-directeur van Benevento Calcio.

## Geschiedenis
In begin jaren '70 werd het oude stadion in Benevento, het Stadio Gennaro Meomartini, te klein bevonden. Dit stadion kon slechts 1.500 toeschouwers huisvesten. In 1976 is begonnen met de bouw van het stadion. Het stadion werd op 9 september 1979 ingehuldigd met een vriendschappelijke wedstrijd tussen Benevento Calcio en Ascoli Calcio 1898 FC (1–1). Het stadion telde toen 25.000 stoeltjes. Dit aantal is na verschillende renovaties om veiligheidsredenen verminderd tot de huidige 16.867.
Naast voetbal heeft het Italiaans rugbyteam wedstrijden gespeeld in dit stadion. De laatste dateert echter alweer van 2000. Verder vonden er ook concerten plaats en een audiëntie van Paus Johannes Paulus II in 1990.